# Павийский суп
Павийский суп (итал. zuppa alla pavese — «суп по-павийски») — итальянский суп, состоящий из бульона, обжаренных ломтиков чёрствого хлеба и яиц пашот. Обычно его подают с тёртым сыром пармиджано-реджано.
Суп готовят, обжаривая хлеб на сливочном или оливковом масле, разбивая на него сырые яйца и заливая их горячим мясным бульоном. Затем ставят его в духовку в огнеупорной посуде, посыпают тёртым сыром и мелко нарезанным зелёным луком.
Считается, что рецепт возник благодаря королю Франции Франциску I. Во время битвы при Павии 24 февраля 1525 года он был взят в плен и сразу же после этого доставлен в соседний фермерский дом (известен как Cascina Repentita). Легенда гласит, что опешившая крестьянка не нашла ничего лучше, чем подать прославленному гостю суп, приготовленный из того, что у неё было в это время. Таким образом она и изобрела знаменитый суп, который очень понравился королю. Франциск I, возвратившийся в 1526 году домой после года заключения в испанском плену, представил этот суп французскому двору. Суп оказался настолько успешным, что вскоре стал популярным блюдом.
В мае 2015 года павийский суп официально вошёл в список традиционных продуктов сельского хозяйства региона Ломбардия. От этого блюда происходит южногерманское название гренок (pafese / pofese).